# Diplomatic Security Service
Diplomatic Security Service, Diplomatiska säkerhetstjänsten (DSS, även DS) är en amerikansk federal polismyndighet som ingår i Bureau of Diplomatic Security som är en del av USA:s utrikesdepartement. 

## Uppgift och funktion
DSS har till uppgift att bedriva personskydd för utrikesministern, USA:s FN-ambassadör och andra befattningshavare, tillse säkerhet för departementets anläggningar i USA och beskickningar utomlands samt att utföra interna säkerhetsutredningar samt brottsutredningar kring falska pass och visum (som utfärdas av utrikesdepartementet). 
DSS deltog i de FBI-ledda utredningarna kring bombattentaten mot USA:s ambassader i Kenya och Tanzania 1998. I samarbete med pakistansk polis och underrättelsetjänst kunde DSS 1995 gripa Ramzi Yousef som var huvudmannen bakom bombningen av World Trade Center 1993. DSS samarbetar även med U.S. Marshals Service för att hitta brottslingar som flytt från USA.
I likhet med de flesta andra federala polisorganisationer i USA genomgår specialagenter i DSS sin polisutbildning vid Federal Law Enforcement Training Center (FLETC).

## Regional Security Officer
Vid varje amerikansk ambassad finns det en specialagent från DSS som innehar befattningen som Regional Security Officer (RSO) som ansvarar för säkerheten för respektive beskickning dess residens samt all personal.